# Un treno è fermo a Berlino
Un treno è fermo a Berlino è un film del 1963 diretto da Rolf Hädrich.
Fu presentato in concorso al Festival di Berlino 1963.

## Trama
Un uomo della Germania dell'Est cerca di fuggire nella Germania Ovest tramite un treno militare statunitense che attraversa la zona di occupazione sovietica.